# Valles Centrales
Valles Centrales —llamados simplemente Los Valles por los propios oaxaqueños— son una región geográfica y cultural del centro del estado de Oaxaca, en el sur de México. Se trata de un conjunto de tres valles fluviales localizados entre el Nudo Mixteco, la Sierra Juárez y la Sierra Madre del Sur. Estos tres valles conforman una especie de "Y", cada uno de cuyos brazos posee un nombre específico: al noroeste se encuentra el valle de Etla; al oriente, el valle de Tlacolula; y al sur, el valle de Zimatlán-Ocotlán o valle Grande. En algunas ocasiones, la región recibe el nombre de valle de Oaxaca, debido a que en ella se localiza la ciudad de Oaxaca.
Los Valles Centrales fueron el ámbito geográfico donde se desarrolló la cultura zapoteca, que tuvo como su principal centro urbano a Monte Albán. Tras el abandono de esta ciudad por los zapotecos, una constelación de pequeñas ciudades-Estado que habían permanecido bajo el dominio de la metrópoli zapoteca tuvo su época de florecimiento. Hacia el final de la historia precolombina de Mesoamérica, Los Valles recibieron la influencia de la cultura mixteca y posteriormente cayeron bajo el dominio de los mexicas.
El valle de Oaxaca se ha distinguido siempre por su producción textil y alfarera, la que si bien en décadas pasadas era común en toda la región, hoy se ha convertido en una actividad especializada, propia de unos cuantos pueblos. La producción textil que procesaba el algodón y la lana se ha limitado en la actualidad a esta última fibra, con la cual se elaboran, en telares semimecánicos, cobijas, rebozos, ceñidores y blusas que se tiñen con anilina y en algunos lugares tradicionalistas con sustancias naturales, como en Teotitlán del Valle.
Dentro de la alfarería es famosa la cerámica de Atzompa la cual es vidriada de color verde y la Cerámica de barro negro de San Bartolo Coyotepec con sus característica piezas sin vidriar, con un sonido metálico, para cuya cocción se utilizan hornos antiguos. Además se producen canastos, huaraches y petates tejidos con carrizo o palma, entre otras artesanías.

## Demografía

### Mayores localidades por población
De la lista de las localidades, algunas de ellas pertenecen a la Zona Metropolitana de Oaxaca, como lo son Oaxaca de Juárez, Santa Cruz Xoxocotlán, Santa Lucía del Camino, Santa María Atzompa y, junto con otras localidades de los 19 municipios centrales, la zona metropolitana alcanza una población de 593,522 habitantes.
- Nota: Los municipios marcados con un * pertenece a la Zona Metropolitana de Oaxaca.

## Localidades que poseen una población mayor a los 5,000 habitantes
| Puesto | Localidad                          | Municipio                          | Población de la localidad | Población del municipio |
| ------ | ---------------------------------- | ---------------------------------- | ------------------------- | ----------------------- |
| 1      | Oaxaca de Juárez                   | Oaxaca de Juárez*                  | 255,029                   | 263,357                 |
| 2      | Santa Cruz Xoxocotlán              | Santa Cruz Xoxocotlán*             | 67,086                    | 77,833                  |
| 3      | Santa Lucía del Camino             | Santa Lucía del Camino*            | 44,023                    | 47,356                  |
| 4      | Santa María Atzompa                | Santa María Atzompa*               | 21,788                    | 27,465                  |
| 5      | San Antonio de la Cal              | San Antonio de la Cal*             | 20,198                    | 21,456                  |
| 6      | Ocotlán de Morelos                 | Ocotlán de Morelos                 | 15,016                    | 21,341                  |
| 7      | Villa de Zaachila                  | Villa de Zaachila*                 | 13,959                    | 34,101                  |
| 8      | San Jacinto Amilpas                | San Jacinto Amilpas*               | 13,860                    | 13,860                  |
| 9      | Tlacolula de Matamoros             | Tlacolula de Matamoros             | 13,821                    | 19,625                  |
| 10     | Vicente Guerrero                   | Villa de Zaachila*                 | 13,794                    | 34,101                  |
| 11     | Cuilápam de Guerrero               | Cuilápam de Guerrero               | 12,360                    | 18,428                  |
| 12     | El Rosario                         | San Sebastián Tutla*               | 11,707                    | 16,241                  |
| 13     | Zimatlán de Álvarez                | Zimatlán de Álvarez                | 10,986                    | 19,215                  |
| 14     | San Francisco Telixtlahuaca        | San Francisco Telixtlahuaca        | 10,618                    | 11,893                  |
| 15     | Santa Cruz Amilpas                 | Santa Cruz Amilpas*                | 10,120                    | 10,120                  |
| 16     | Heroica Ciudad de Ejutla de Crespo | Heroica Ciudad de Ejutla de Crespo | 9,748                     | 19,679                  |
| 17     | Tlalixtac de Cabrera               | Tlalixtac de Cabrera*              | 8,881                     | 9,417                   |
| 18     | San Pablo Huixtepec                | San Pablo Huixtepec                | 8,786                     | 9,025                   |
| 19     | San Pablo Villa de Mitla           | San Pablo Villa de Mitla           | 8,167                     | 11,825                  |
| 20     | Hacienda Blanca                    | San Pablo Etla*                    | 7,758                     | 15,535                  |
| 21     | Santa María del Tule               | Santa María del Tule*              | 7,636                     | 8,165                   |
| 22     | San Lorenzo Cacaotepec             | San Lorenzo Cacaotepec*            | 7,351                     | 13,704                  |
| 23     | Villa de Etla                      | Villa de Etla                      | 7,285                     | 9,280                   |
| 24     | Santiago Suchilquitongo            | Santiago Suchilquitongo            | 7,276                     | 9,542                   |
| 25     | San Agustín de las Juntas          | San Agustín de las Juntas*         | 6,923                     | 8,089                   |
| 26     | San Pablo Huitzo                   | San Pablo Huitzo                   | 5,519                     | 6,307                   |
| 27     | San Dionisio Ocotepec              | San Dionisio Ocotepec              | 5,459                     | 10,500                  |
| 28     | San Antonino Castillo Velasco      | San Antonino Castillo Velasco      | 5,354                     | 5,651                   |

Algunos municipios de la región de los Valles centrales han formado conurbaciones sin cumplir aún (por cantidad insuficiente de habitantes) con los criterios que el INEGI considera para que sean Áreas metropolitanas, algunos ejemplos notables son:
- Zimatlán de Álvarez - San Pablo Huixtepec: 28,240
- Ocotlán de Morelos - San Antonino Castillo Velasco: 26,992
- Ejutla de Crespo - San Miguel Ejutla - Taniche: 21,543
- San Francisco Telixtlahuaca - San Pablo Huitzo: 18,200

Nota: La cifra representa la población total de dichos municipios conurbados.